# Hidroxilare
Hidroxilarea este un tip de reacție chimică prin intermediul căreia se introduce o grupă funcțională hidroxil (-OH) în molecula unui compus organic. În biochimie, reacțiile de hidroxilare sunt adesea realizate cu ajutorul unor enzime denumire hidroxilaze. Hidroxilarea este prima etapă în degradarea oxidativă a compușilor în organism.